# أصول السنة
"أصول السنة" للإمام أحمد بن حنبل هو كتاب في العقيدة الإسلامية على مذهب أهل السنة والجماعة، ويوضح فيه الإمام أحمد الضوابط والقواعد الأساسية التي تميز مذهب السلف عن أهل البدع.

## أصول السنة وعقائدها[2]
1. التمسك بما كان عليه أصحاب رسول الله صلى الله عليه وسلم والاقتداء بهم: هذا هو الأساس الذي تبنى عليه جميع الأصول الأخرى، فالنبي صلى الله عليه وسلم والصحابة هم الميزان الذي يرجع إليه في فهم الدين وتطبيقه.
2. ترك البدع: كل ما أُحدث في الدين بعد عصر النبوة والصحابة، وليس له أصل في الكتاب والسنة، فهو بدعة وكل بدعة ضلالة.
3. ترك الخصومات في الدين والمراء والجدال والجلوس مع أصحاب الأهواء: الابتعاد عن الجدل العقيم والمناقشات التي تؤدي إلى الفرقة والنزاع، وعدم مخالطة أهل الأهواء والبدع.

### تفاصيل الأصول والعقائد
1. الإيمان بالقدر خيره وشره: التسليم بقضاء الله وقدره، وأن كل ما يحدث هو بعلم الله وإرادته.
2. القرآن كلام الله غير مخلوق: الإيمان بأن القرآن هو كلام الله تعالى لفظاً ومعنى، وليس مخلوقاً من مخلوقاته.
3. الإيمان بالرؤية يوم القيامة: أن المؤمنين يرون ربهم في الآخرة.
4. الإيمان بالميزان يوم القيامة: إثبات الميزان الذي توزن به أعمال العباد يوم القيامة.
5. الإيمان بحوض النبي صلى الله عليه وسلم والشفاعة: إثبات حوض النبي صلى الله عليه وسلم الذي يشرب منه المؤمنون، والشفاعة التي يأذن الله بها لمن يشاء.
6. الإيمان بعذاب القبر وفتنته: إثبات عذاب القبر وسؤال الملكين للميت في قبره.
7. الإيمان بخروج الدجال ونزول عيسى عليه السلام: الإيمان بخروج المسيح الدجال وقتل عيسى ابن مريم له في آخر الزمان.
8. الإيمان بأن الإيمان قول وعمل يزيد وينقص: الإيمان ليس مجرد تصديق بالقلب، بل هو قول باللسان وعمل بالجوارح، وهو يزيد بالطاعة وينقص بالمعصية.
9. الإيمان بفضل الصحابة الكرام: وأنهم أفضل الأمة بعد النبي صلى الله عليه وسلم، وأن ترتيبهم في الفضل كترتيبهم في الخلافة (أبو بكر، ثم عمر، ثم عثمان، ثم علي).
10. وجوب طاعة ولاة الأمور: وعدم الخروج عليهم باللسان أو السيف، ما لم يأمروا بمعصية صريحة.
11. عدم الشهادة لأحد بجنة ولا نار: إلا من شهد له النص الشرعي.
12. قتال اللصوص والخوارج جائز: إذا اعتدوا على الأنفس أو الأموال.
13. الإيمان بالجنة والنار وأنهما مخلوقتان
14. أن الرجم حق علي من زنا وقد أحصن
15. النفاق هو الكفر: أن يكفر بالله ويعبد غيره ويظهر الإسلام في العلانية.